# Гаврилеску, Давид
Давид Гаврилеску (рум. David Gavrilescu; род. 29 марта 2003, Крайова) — румынский шахматист, гроссмейстер (2023).

## Шахматная карьера
Гаврилеску несколько раз становился чемпионом Румынии и обладателем других достижений, таких как вице-чемпион Европы среди юношей до 8 лет в 2011 году, чемпион страны среди юниоров до 20 лет в 2018 году и чемпион Балкан в 2020 году.
В марте 2022 года на чемпионате Румынии Гаврилеску разделил второе место с Константином Лупулеску, Тибериу-Марьяном Джорджеску и Антоном Теодором, уступив победителю Мирче-Эмилиану Пырлиграсу.
В мае 2022 года Гаврилеску принял участие в этапе Superbet Rapid & Blitz Grand Grand Chess Tour 2022. Он был игроком с самым низким рейтингом на поле, но сумел провести ничью с Уэсли Со и Радославом Войташеком в быстрой части и одержать победы над Войташеком, Кириллом Шевченко, Вишванатаном Анандом, и Антоном Коробовым в блиц-части.
В феврале 2023 года Гаврилеску финишировал вторым на чемпионате Румынии, уступив Кириллу Шевченко.

## Изменения рейтинга
| Графики недоступны из-за технических проблем. См. информацию на Фабрикаторе и на mediawiki.org. |